# Lost in the Night
Lost in the Night (Originaltitel: Perdidos en la noche, übersetzt: „Verloren in der Nacht“) ist ein Spielfilm von Amat Escalante aus dem Jahr 2023. In dem Thriller begibt sich ein junger Mann nach dem Verschwinden seiner Mutter auf die Suche nach dem Schuldigen. Die internationale Koproduktion zwischen Mexiko, Deutschland und den Niederlanden wurde im Mai 2023 beim Internationalen Filmfestival von Cannes uraufgeführt.

## Handlung
Paloma, eine Professorin und Aktivistin, protestiert gegen die lokale Minenindustrie. Kurz darauf verschwindet sie spurlos. Drei Jahre später sucht ihr Sohn Emiliano nach dem Schuldigen. Der 20-Jährige hat einen großen Sinn für Gerechtigkeit. Aufgrund des inkompetenten Justizsystems nimmt er die Dinge selbst in die Hand. Ein Hinweis führt ihn ins Sommerhaus der reichen und exzentrischen Familie Aldama. Der Clan wird von der prominenten Matriarchin Carmen Aldama angeführt. Auf der Suche nach der Wahrheit, taucht Emiliano in eine düstere Welt voller Geheimnisse, Lügen und Rache ein.

## Hintergrund
Lost in the Night ist der sechste Spielfilm des mexikanischen Regisseurs Amat Escalante. Das Drehbuch verfasste er gemeinsam mit seinem Bruder Martín Escalante. Die Dreharbeiten fanden von Anfang Oktober bis Ende November 2021 in Guanajuato sowie in Mexiko-Stadt statt.

## Veröffentlichung
Die Premiere von Lost in the Night erfolgte am 18. Mai 2023 beim 76. Filmfestival von Cannes. Dort wurde der Film in die Sektion Premières aufgenommen, für Werke, die keinen Platz im Hauptwettbewerb um die Goldene Palme fanden. In Deutschland war er erstmals am 1. August 2025 auf Arte zu sehen. 